# Ателопы
Ателопы, или арлекины (лат. Atelopus) — род бесхвостых земноводных из семейства настоящих жаб, обитающих в Новом Свете.

## Описание
Общая длина представителей этого рода колеблется от 2 до 8 см. Голова среднего размера, морда немного вытянута — у самцов больше, чем у самок. Глаза с горизонтальными зрачками. Барабанные перепонки, паротиды и, как правило, среднее ухо отсутствуют. Язык длинный, гибкий, эллиптический и цельнокруглый, сзади не закреплён. Нёбные зубы и нёбные складки отсутствуют. Грудина хрящевая. Туловище небольшое, кожа гладкая, бархатистая. Конечности тонкие, крайние пальцы длиннее остальных. Кончики пальцев, в лучшем случае, слегка утолщены, но никогда не расширяются до дисков-присосок. Перепонки на пальцах у одних видов есть, у других — нет. Задние конечности длинные, с редуцированными пятыми пальцами.
Окраска яркая и красочная, дополняется многочисленными тёмными пятнами.

## Образ жизни
Населяют туманные леса в горных ущельях. Ведут наземный образ жизни, в воду идут неохотно. Встречаются довольно высоко в горах — до 4500 м над уровнем моря. Не переносят высоких температур при большой влажности воздуха. Активны днём, очень подвижны, но не прыгают. Питаются насекомыми и другими мелкими беспозвоночными.
Некоторые виды являются ядовитыми. Кожные железы содержат тетродотоксин — сильный яд, парализующий нервную систему.

## Размножение
Это яйцекладущие земноводные. Самцы многих видов издают тихие щебечущие трели. Икра в виде шнуров в количестве 350—910 светлых икринок откладывается в мелких дождевых лужах. Личинки выводятся через 24 часа.

## Распространение
Обитают от Коста-Рики до Боливии, за исключением Гвианы и прибрежных районов Бразилии.

## Угрозы
Более 60 видов ателопов находится под угрозой исчезновения, а пятнистый арлекин, по данным МСОП, входит в сотню видов животных, находящихся в критическом положении. Массовое снижение численности арлекинов связано, прежде всего, с инфекциями, вызываемыми патогенным грибком Batrachochytrium dendrobatidis, особенно среди популяций в Центральной Америке. Из-за вырубки лесов увеличилась облачность над горными районами, что привело к повышению средних ночных температур и создало оптимальные условия для процветания патогена.

## Классификация
На февраль 2023 года в род включают 99 видов:
- Atelopus andinus Rivero, 1968
- Atelopus angelito Ardila-Robayo & Ruiz-Carranza, 1998
- Atelopus ardila Coloma et al., 2010
- Atelopus arsyecue Rueda-Almonacid, 1994
- Atelopus arthuri Peters, 1973 — Томатный арлекин
- Atelopus balios Peters, 1973 — Пятнистый арлекин
- Atelopus barbotini Lescure, 1981
- Atelopus bomolochos Peters, 1973 — Бородавчатобокий арлекин
- Atelopus boulengeri Peracca, 1904 — Арлекин Буланже
- Atelopus carauta Ruiz-Carranza & Hernández-Camacho, 1978 — Носатый арлекин
- Atelopus carbonerensis Rivero, 1974
- Atelopus carrikeri Ruthven, 1916 — Гладкий арлекин
- Atelopus certus Barbour, 1923 — Панамский арлекин
- Atelopus chiriquiensis Shreve, 1936
- Atelopus chirripoensis Savage & Bolaños, 2009
- Atelopus chocoensis Lötters, 1992
- Atelopus chrysocorallus La Marca, 1996
- Atelopus coynei Miyata, 1980 — Зелёный арлекин
- Atelopus cruciger (Lichtenstein & Martens, 1856) — Венесуэльский арлекин, или венесуэльский короткоголов
- Atelopus dimorphus Lötters, 2003
- Atelopus ebenoides Rivero, 1963 — Эбеновый арлекин
- Atelopus elegans (Boulenger, 1882) — Элегантный арлекин
- Atelopus epikeisthos Lötters, Schulte & Duellman, 2005
- Atelopus erythropus Boulenger, 1903 — Красноногий арлекин
- Atelopus eusebianus Rivero & Granados-Díaz, 1993
- Atelopus eusebiodiazi Venegas et al., 2008
- Atelopus exiguus Boettger, 1892
- Atelopus famelicus Rivero & Morales, 1995
- Atelopus farci Lynch, 1993
- Atelopus flavescens Duméril & Bibron, 1841 — Жёлтый арлекин
- Atelopus franciscus Lescure, 1974 — Каменистый арлекин
- Atelopus fronterizo Veselý and Batista, 2021
- Atelopus galactogaster Rivero & Serna, 1993
- Atelopus gigas Coloma et al., 2010
- Atelopus glyphus Dunn, 1931 — Желтобрюхий арлекин
- Atelopus guanujo Coloma, 2002
- Atelopus guitarraensis Osorno-Muñoz et al., 2001
- Atelopus halihelos Peters, 1973 — Бородавчатый арлекин
- Atelopus hoogmoedi Lescure, 1974
- Atelopus ignescens (Cornalia, 1849) — Тёмный арлекин
- Atelopus laetissimus Ruiz-Carranza et al., 1994
- Atelopus limosus Ibáñez, Jaramillo & Solís, 1995
- Atelopus loettersi De la Riva et al., 2011
- Atelopus longibrachius Rivero, 1963 — Длиннорукий арлекин
- Atelopus longirostris Cope, 1868 — Длинномордый арлекин
- Atelopus lozanoi Osorno-Muñoz et al., 2001
- Atelopus lynchi Cannatella, 1981 — Арлекин Линча
- Atelopus manauensis Jorge, Ferrão, and Lima, 2020
- Atelopus manauensis Jorge et al., 2020
- Atelopus mandingues Osorno-Muñoz et al., 2001
- Atelopus marinkellei Cochran & Goin, 1970
- Atelopus mindoensis Peters, 1973 — Прозрачный арлекин
- Atelopus minutulus Ruiz-Carranza et al., 1988
- Atelopus mittermeieri Acosta-Galvis et al., 2006
- Atelopus monohernandezii Ardila-Robayo et al., 2002
- Atelopus mucubajiensis Rivero, 1974
- Atelopus muisca Rueda-Almonacid & Hoyos, 1992
- Atelopus nahumae Ruiz-Carranza et al., 1994
- Atelopus nanay Coloma, 2002
- Atelopus nepiozomus Peters, 1973 — Пелёнатый арлекин
- Atelopus nicefori Rivero, 1963 — Крохотный арлекин
- Atelopus nocturnus Bravo Valencia & Rivera Correa, 2011
- Atelopus onorei Colomav et al., 2007
- Atelopus orcesi Coloma et al., 2010
- Atelopus oxapampae Lehr, Lötters & Lundberg, 2008
- Atelopus oxyrhynchus Boulenger, 1903 — Остромордый арлекин
- Atelopus pachydermus (Schmidt, 1857) — Высокогорный арлекин
- Atelopus palmatus Andersson, 1946 — Перепончатый арлекин
- Atelopus pastuso Coloma et al., 2010
- Atelopus patazensis Venegas et al., 2008
- Atelopus pedimarmoratus Rivero, 1963 — Колумбийский арлекин
- Atelopus peruensis Gray & Cannatella, 1985
- Atelopus petersi Coloma et al., 2007
- Atelopus petriruizi Ardila-Robayo, 1999
- Atelopus pictiventris Kattan, 1986
- Atelopus pinangoi Rivero, 1982
- Atelopus planispina Jiménez de la Espada, 1875 — Плоскошипый арлекин, или эквадорский ателоп
- Atelopus podocarpus Coloma et al., 2010
- Atelopus pulcher Boulenger, 1882
- Atelopus pyrodactylus Venegas & Barrio, 2006
- Atelopus quimbaya Ruiz-Carranza & Osorno-Muñoz, 1994
- Atelopus reticulatus Lötters, Haas, Schick & Böhme, 2002
- Atelopus sanjosei Rivero & Serna, 1989
- Atelopus seminiferus Cope, 1874 — Перуанский арлекин
- Atelopus senex Taylor, 1952
- Atelopus sernai Ruiz-Carranza & Osorno-Muñoz, 1994 — Гребнистый арлекин
- Atelopus simulatus Ruiz-Carranza & Osorno-Muñoz, 1994
- Atelopus siranus Lötters & Henzl, 2000
- Atelopus sonsonensis Vélez-Rodriguez & Ruiz-Carranza, 1997
- Atelopus sorianoi La Marca, 1983
- Atelopus spumarius Cope, 1871 — Амазонский арлекин
- Atelopus spurrelli Boulenger, 1914 — Тонкий арлекин
- Atelopus subornatus Werner, 1899
- Atelopus tamaense La Marca, García-Pérez & Renjifo, 1990
- Atelopus tricolor Boulenger, 1902 — Трёхцветный арлекин
- Atelopus varius (Lichtenstein & Martens, 1856) — Пёстрый арлекин, или пёстрый ателоп
- Atelopus vogli Müller, 1934
- Atelopus walkeri Rivero, 1963 — Арлекин Уолкера
- Atelopus zeteki Dunn, 1933 — Ателоп Цетека

## Галерея
- Жёлтый арлекин
- Atelopus nahumae
- Atelopus limosus
- Желтобрюхий арлекин
- Atelopus barbotini
- Амазонский арлекин
- Гладкий арлекин
- Пёстрый арлекин